# Manafwa (district)
Manafwa is een district in het oosten van Oeganda.
Manafwa telt 388.751 inwoners.